# Zákamenné
Zákamenné (in ungherese Zákameneklin) è un comune della Slovacchia facente parte del distretto di Námestovo, nella regione di Žilina.
Vi sono nati il politico Milan Čič e il vescovo Ján Vojtaššák.